# Eparquía de Zahlé
La eparquía de Zahlé (en latín: Eparchia Mariamnensis Maronitarum y en árabe: أبرشية زحلة الكاثوليكية المارونية‎) es una circunscripción eclesiástica de la Iglesia católica en Líbano. Se trata de una eparquía maronita, inmediatamente sujeta al patriarcado de Antioquía de los maronitas. Desde el 14 de marzo de 2015 su eparca es Joseph Mouawad.

## Territorio y organización
La eparquía extiende su jurisdicción sobre los fieles católicos de rito antioqueno maronita residentes en la gobernación de Becá (que desde su división en 2003 comprende solo los distritos de Zahlé, Becá Occidental y Rashaya).
La sede de la eparquía se encuentra en la ciudad de Zahlé en donde se halla la Catedral de San Marón.
En 2020 en la eparquía existían 33 parroquias.

## Historia
Antes de 1837 Zahlé, Wadi Larache, Qâa er Rîm y otras localidades del valle de la Becá como Rayak, Haoush Hala y Ablah pertenecían a la eparquía de Sidón y Tiro, que también comprendía el distrito de Chouf (en la actual gobernación del Monte Líbano), el área de Wadi al-Taym (en la frontera con Israel y Siria), Galilea y Jerusalén. En 1837 Wadi Larache y Qâa er Rîm pasaron a la archieparquía de Damasco, lo mismo que Zahlé en 1872. 
El 12 de diciembre de 1959 el sector libanés de la archieparquía de Damasco pasó a ser la eparquía de Sarba mediante la bula Orientalis Ecclesiae del papa Juan XXIII, por lo que Zahlé y áreas vecinas quedaron incluidas en ella. 
El 4 de agosto de 1977 fue erigida por el Santo Sínodo maronita la eparquía de Baalbek y Zahlé, incluyendo en la gobernación de Becá los distritos de Zahlé, Becá Occidental, Rashaya y Baalbek (este sin incluir el área de Deir el Ahmar). 
El 9 de junio de 1990 el Santo Sínodo dividió la eparquía de Baalbek y Zahlé erigiendo: la eparquía de Zahlé (con los distritos de Zahlé, Becá Occidental y Rashaya); y la eparquía de Baalbek-Deir el Ahmar (con todo el distrito de Baalbek y le agregó el de Hermel).

## Estadísticas
Según el Anuario Pontificio 2021 la eparquía tenía a fines de 2020 un total de 38 000 fieles bautizados.
| Año                                                                             | Población            | Población | Población      | Sacerdotes | Sacerdotes    | Sacerdotes    | Bautizados por sacerdote | Diáconos permanentes | Religiosos | Religiosos | Parroquias |
| Año                                                                             | Bautizados católicos | Total     | % de católicos | Total      | Clero secular | Clero regular | Bautizados por sacerdote | Diáconos permanentes | Varones    | Mujeres    | Parroquias |
| ------------------------------------------------------------------------------- | -------------------- | --------- | -------------- | ---------- | ------------- | ------------- | ------------------------ | -------------------- | ---------- | ---------- | ---------- |
| 1990                                                                            | 17 000               | ?         | ?              | 11         | 4             | 7             | 1545                     |                      | 7          | 32         | 26         |
| 1999                                                                            | 49 520               | ?         | ?              | 42         | 16            | 26            | 1179                     |                      | 26         | 33         | 33         |
| 2000                                                                            | 49 853               | ?         | ?              | 29         | 16            | 13            | 1719                     |                      | 13         | 34         | 33         |
| 2001                                                                            | 50 166               | ?         | ?              | 29         | 16            | 13            | 1729                     |                      | 13         | 34         | 33         |
| 2002                                                                            | 50 391               | ?         | ?              | 31         | 16            | 15            | 1625                     |                      | 15         | 34         | 33         |
| 2003                                                                            | 50 573               | ?         | ?              | 33         | 15            | 18            | 1532                     |                      | 18         | 34         | 33         |
| 2004                                                                            | 50 777               | ?         | ?              | 34         | 16            | 18            | 1493                     |                      | 18         | 27         | 33         |
| 2009                                                                            | 48 792               | ?         | ?              | 36         | 19            | 17            | 1355                     |                      | 17         | 24         | 33         |
| 2010                                                                            | 48 995               | ?         | ?              | 34         | 17            | 17            | 1441                     |                      | 17         | 24         | 33         |
| 2014                                                                            | 50 000               | ?         | ?              | 34         | 17            | 17            | 1470                     |                      | 17         | 25         | 33         |
| 2017                                                                            | 35 800               | ?         | ?              | 35         | 17            | 18            | 1022                     |                      | 18         | 23         | 33         |
| 2020                                                                            | 38 000               | ?         | ?              | 40         | 16            | 24            | 950                      |                      | 25         | 25         | 33         |
| Fuente: Catholic-Hierarchy, que a su vez toma los datos del Anuario Pontificio. |                      |           |                |            |               |               |                          |                      |            |            |            |

## Episcopologio
- Sede unida a Baalbek (1977-1990)

- Georges Scandar † (9 de junio de 1990-8 de junio de 2002 retirado)
- Mansour Hobeika † (12 de septiembre de 2002-28 de octubre de 2014 falleció)
- Joseph Mouawad, desde el 14 de marzo de 2015